# Otepää Valgjärv
Le lac blanc d'Otepää (en estonien : Otepää Valgjärv) ou étang Kriisa (en estonien : Kriisa tiik) est un lac de la commune de Kanepi dans le comté de Põlva en Estonie,,,.

## Géographie
D'une superficie d'eau de 65,8 hectares et 66,57 hectares avec ses îles, le lac mesure 1,4 kilomètre de long et 750 mètres de large. 
La longueur de son rivage est de 5,1 kilomètres.
Le lac compte a trois îles d'une superficie totale de 0,77 hectares. 
Les îles Mustasaar situées à l'extrémité orientale du lac et mesurant 110 et 60 mètres de long, sont reliées par une passerelle. 
L'île Pajusaar, long de 40 mètres, est situé près de la rive nord-ouest,,.
Cinq ruisseaux se jettent dans le lac, dont les plus importants sont le Roodevikukraav au sud-ouest, le  Põdrajärv au sud et le Mikumõtsa au sud-est. 
L'émissaire du lac est la rivière Elva, qui commence derrière Pajusaar et s'écoule vers le nord-ouest. 
La surface du lac est en moyenne de 177,0 mètres d'altitude et l'étendue de son bassin versant est de 4,9 kilomètres carrés.
Le lac a une profondeur moyenne de 3,2 mètres et une profondeur maximale de 5,5 mètres,,.

## Galerie

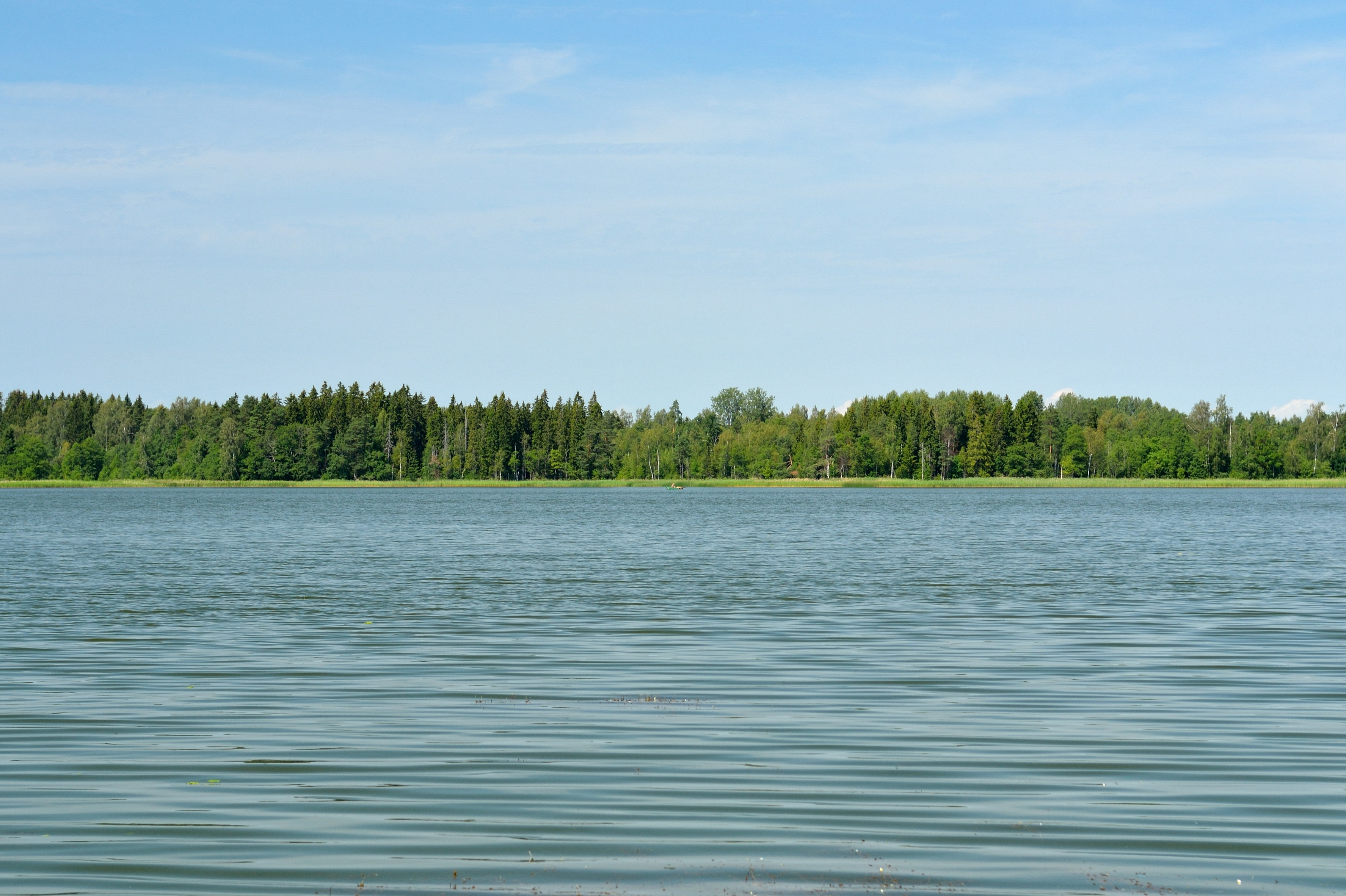
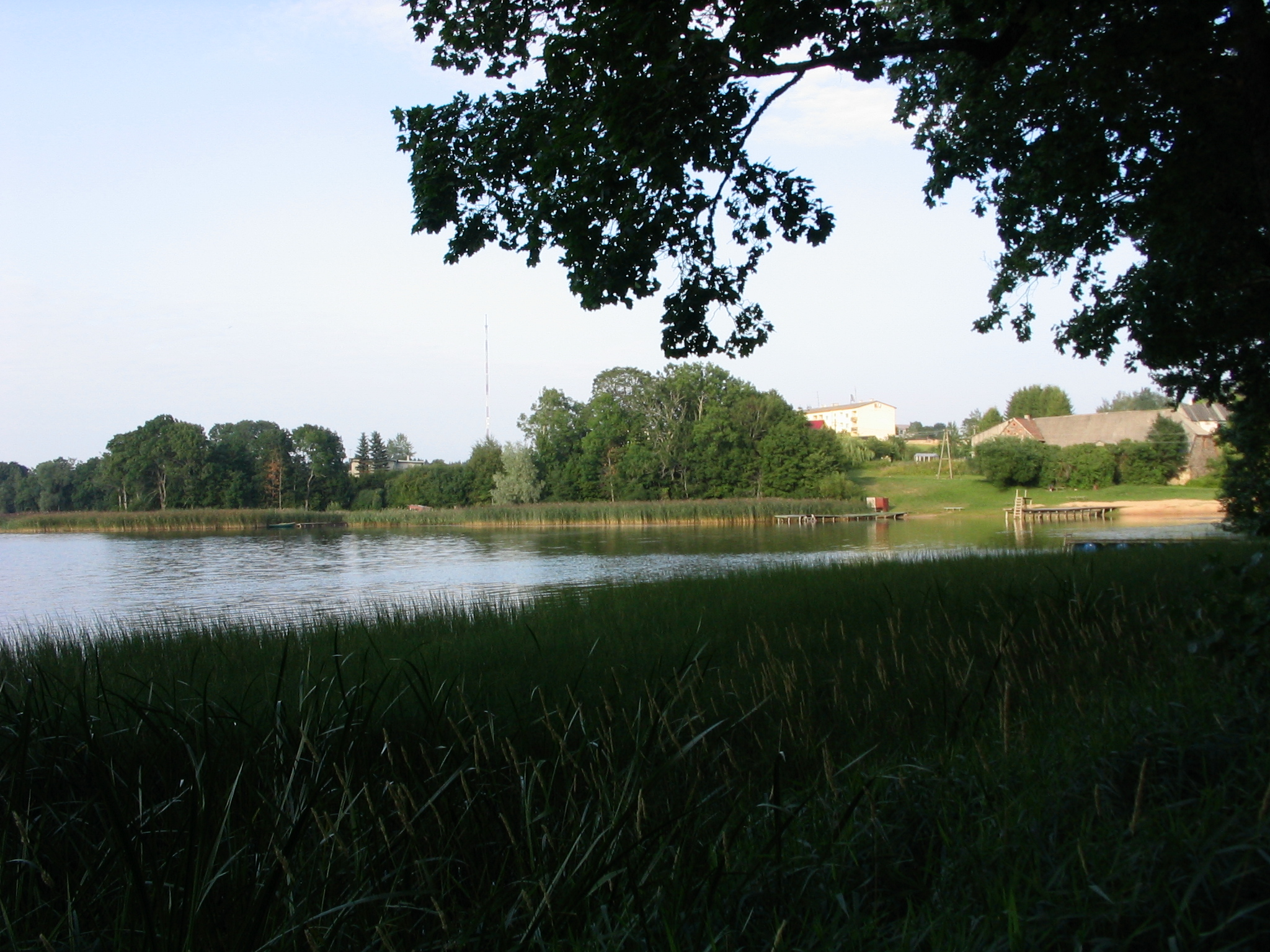